# 帯広市立帯広第八中学校
帯広市立帯広第八中学校（おびひろしりつ おびひろだいはちちゅうがっこう）は、北海道帯広市に所在する公立（市立）の中学校。

## 生徒
- 生徒数 - 450人
  - 1年生 - 137人
  - 2年生 - 155人
  - 3年生 -158人
  - 特別支援学級（内数）- 24人

2019年（令和元年）5月1日現在

## 部活動

### 運動部
- 野球部
- サッカー部
- 男子ソフトテニス部
- 女子ソフトテニス部
- 女子ソフトボール部
- 男子バスケットボール部
- 女子バスケットボール部
- 女子バレーボール部
- 男子バドミントン部
- 女子バドミントン部
- 卓球部
- 男子アイスホッケー部
- 陸上部
- 剣道部

2020年（令和2年）4月現在

### 文化部
- 吹奏楽部
- 美術部
- 自然観察少年団

2020年（令和2年）4月現在

## 著名な出身者
- 佐藤二葉（漫画家、作家、舞台女優、演出家、古代ギリシャ音楽家）
- 鎌田 有芽 （女子バスケットボール選手 wリーグ姫路イーグレッツ）